# 毕华玉
毕华玉（1953年—2013年3月26日），云南省昆明市石林彝族自治县西街口镇人，著名毕摩，《阿诗玛》的国家级非物质文化遗产项目传承人，曾参编《彝汉词典》。

## 生平
毕华玉出身于毕摩世家，为第六代毕摩。34岁时进入石林彝族自治县民宗局文史研究室，从事彝族撒尼彝文典籍的收集整理工作，参与石林彝文古籍丛书的整理出版、彝族文字教授等工作，先后参与整理、出版了《祭祀》、《密枝祭词》、《地明古歌》等5套彝文古籍。毕华玉通晓彝文和撒尼人习俗，能主持《尼姆》、《占卜》、《祭祀》、《叫魂》等60多种民俗礼仪。2007年6月5日，经中华人民共和国文化部确定，毕华玉作为毕摩《阿诗玛》代表与作为民间《阿诗玛》代表的王玉芳一同列入《阿诗玛》的国家级非物质文化遗产项目传承人名单。与王玉芳善于演唱《阿诗玛》不同的是，毕华玉注重彝族传统文化的研究和整理。2013年3月26日，毕华玉在石林逝世，享年60岁。